# Monaeses guineensis
Monaeses guineensis är en spindelart som beskrevs av Jacques Millot 1942. Monaeses guineensis ingår i släktet Monaeses och familjen krabbspindlar.
Artens utbredningsområde är Guinea. Inga underarter finns listade i Catalogue of Life.